# Osiniak-Piotrowo
Osiniak-Piotrowo – wieś w Polsce, w sołectwie Osiniak, położona w województwie warmińsko-mazurskim, w powiecie piskim, w gminie Ruciane-Nida.

## Historia
Wieś założona została w 1834 r. przez rosyjskich staroobrzędowców, wywodzących się z Królestwa Polskiego, gdzie byli prześladowani przez zaborcze władze rosyjskie. Początkowo ich życie religijne skupiało się wokół molenny w Wojnowie, następnie (w latach 1837–1935) wokół molenny w Ładnym Polu. W 1945 r. po wkroczeniu Armii Czerwonej wielu staroobrzędowców zamordowano, część zaś wywieziono na Syberię, a w latach następnych nastąpił ich exodus do Niemiec (we wspomnianym okresie staroobrzędowcy nie znali już polskiego, mówili głównie po niemiecku i z rzadka po rosyjsku, co było jednym z czynników ich wyjazdu z Polski). Współcześnie społeczność staroobrzędowców liczy jedynie parę rodzin, których życie religijne skupione jest wokół molenny w Wojnowie.
W latach 1975–1998 miejscowość administracyjnie należała do województwa suwalskiego.

## Zabytki
- cmentarz staroobrzędowców rosyjskich (pocz. XIX w.),
- cmentarz staroobrzędowców rosyjskich, rodzinny (pocz. XX w.),
- cmentarz ewangelicki, poniemiecki (pocz. XX w.),
- cmentarz ewangelicki, poniemiecki, rodzinny (pocz. XX w.),
- zespół budynków szkolnych (przełom XIX/XX w.),
- unikalna architektura z pocz. XX w[6].

## Urodzeni w Osiniaku-Piotrowie
- Ludmiła (Polakowska) - mniszka prawosławna, w latach 1986 - 1995 przełożona klasztoru na Św. Górze Grabarce. Wywodziła się z rodziny staroobrzędowców, przynależących do jednowierczej parafii Zaśnięcia Matki Bożej w Wojnowie.